# Eugeneodontida
Die Eugeneodontida oder Eugeneodontiformes sind eine Ordnung haiähnlicher, fossiler Knorpelfische, die vom oberen Devon bis zu Ende des Trias lebten. Ihr charakteristisches Kennzeichen sind sehr große Zähne im Unterkiefer, mit Ersatzzähnen, die auf einer großen Zahnspirale ausgebildet wurden. Die in Benutzung befindlichen Zähne sind pflasterartig angeordnet und dienten wohl, ähnlich wie bei vielen Rochen, dem Zerquetschen hartschaliger Beute.

## Systematik

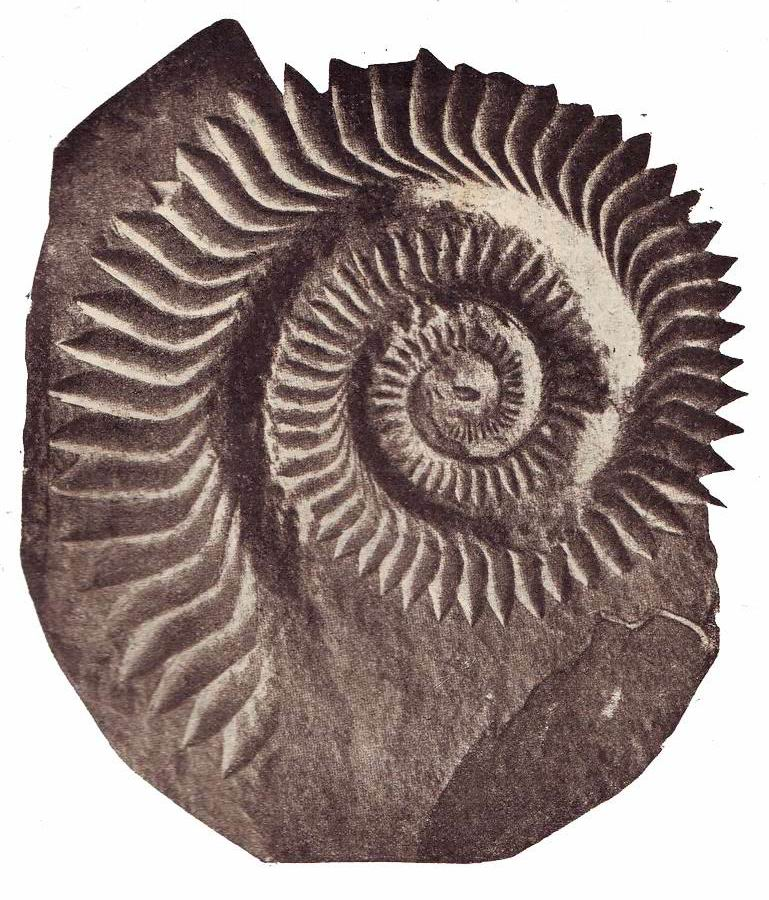
Zahnspirale von Helicoprion bessonovi

Die Eugeneodontida werden in zwei systematische Gruppen unterteilt, die Caseodontoidea und die Edestoidea:
Die Caseodontoidea hatten einen spindelförmigen, haiähnlichen Körper mit nur einer Rückenflosse, die direkt oberhalb der Brustflossen saß und die von einer großen, dreieckigen Knorpelplatte gestützt wurde. Die Schwanzflosse war äußerlich symmetrisch und wurde ebenfalls von starken Knorpeln getragen. Beckengürtel und Bauchflossen sind nicht vorhanden. Zu ihnen gehört u. a. die gut bekannte Gattung Fadenia, sowie Caseodus und Ornithoprion.
Die Edestoidea hatten wohl ein nur wenig kalzifiziertes Skelett, das für die Fossilisation wenig geeignet war. Von ihnen ist außer den Zähnen und den zahntragenden Partien des Schädels kaum etwas bekannt. Zu ihnen gehörten u. a. die Gattungen Edestus, Sarcoprion und Helicoprion.
Die äußere systematische Stellung der Eugeneodontida ist noch unsicher. Nelson stellt sie provisorisch zu den Holocephali, zu denen auch die heute rezenten Seekatzen (Chimaeriformes) gehören, mit denen sie einige Merkmale der Hirnschädelanatomie gemeinsam haben. Andere Wissenschaftler sehen sie außerhalb von Holocephali und Elasmobranchii.

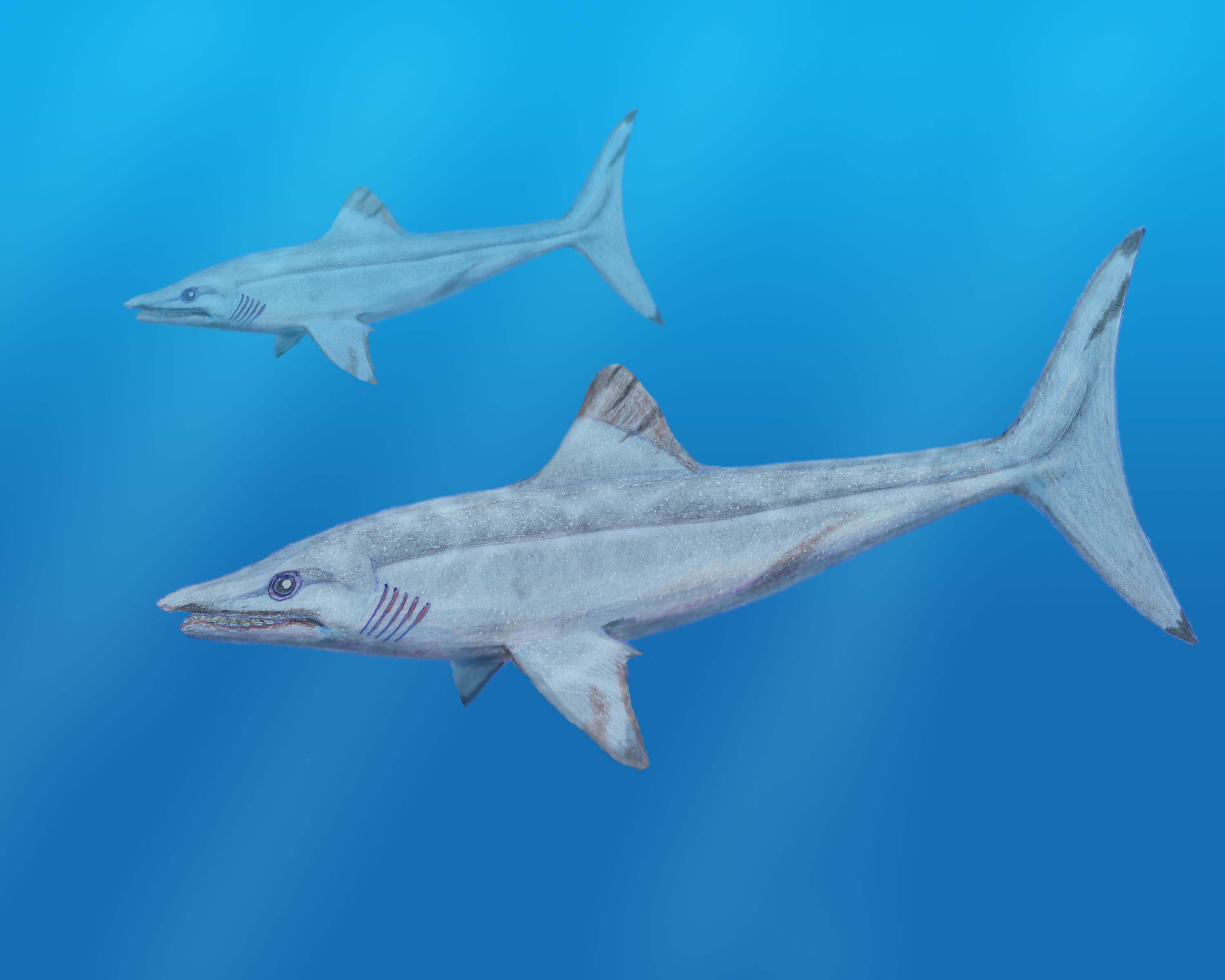
Caseodus, zeichnerische Rekonstruktion
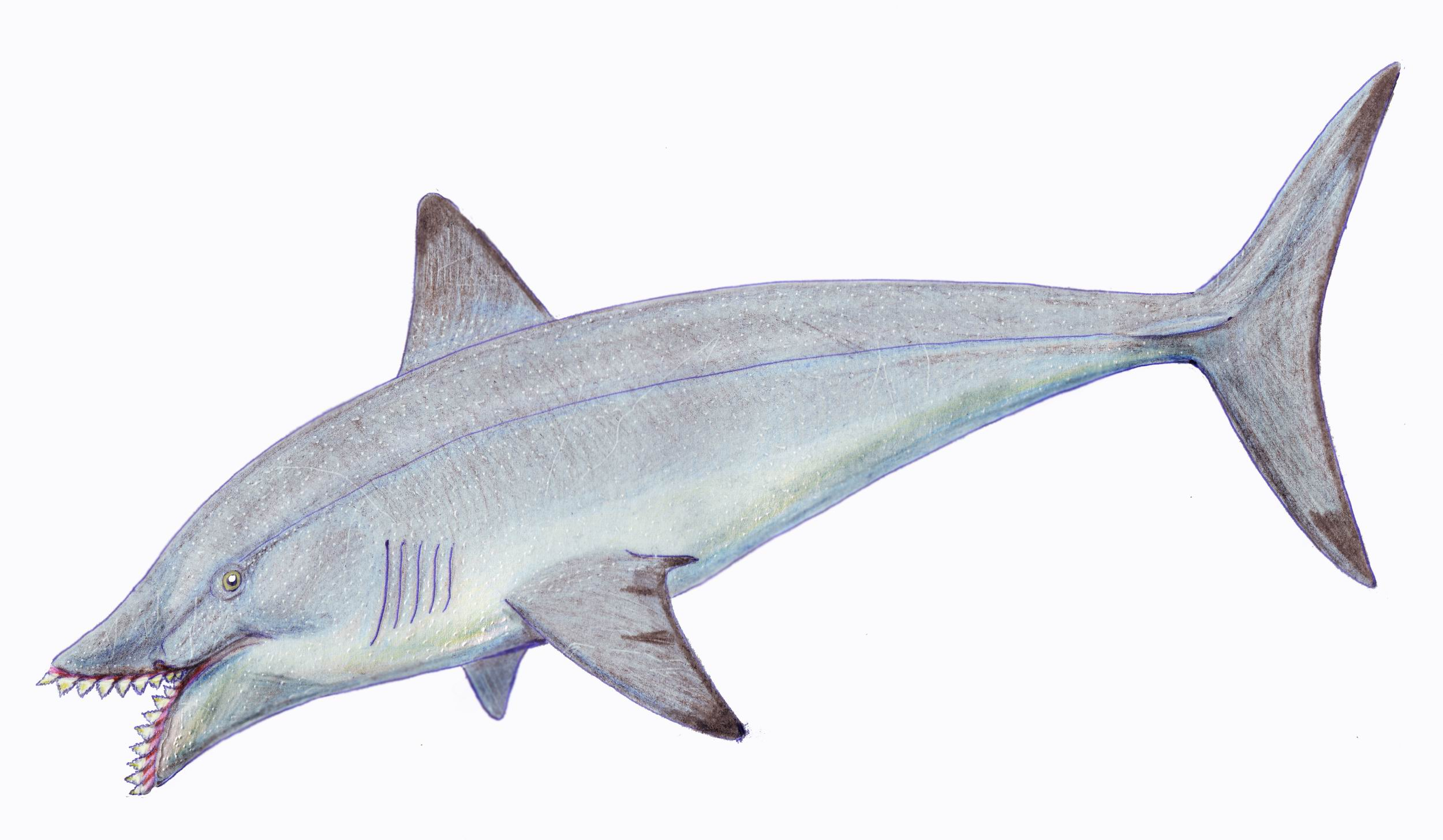
Edestus protopirata, hypothetische Rekonstruktion
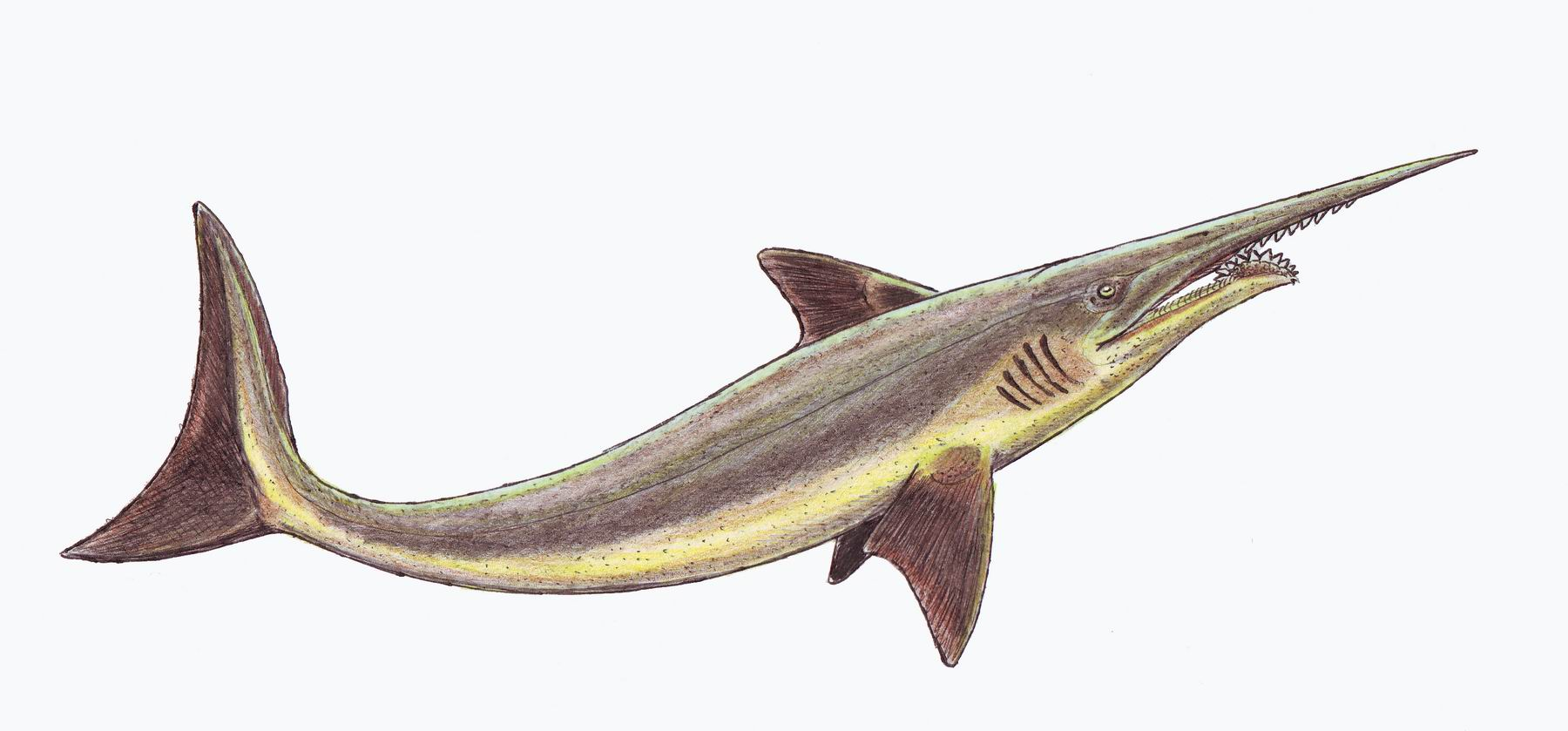
Sarcoprion edax, hypothetische Rekonstruktion
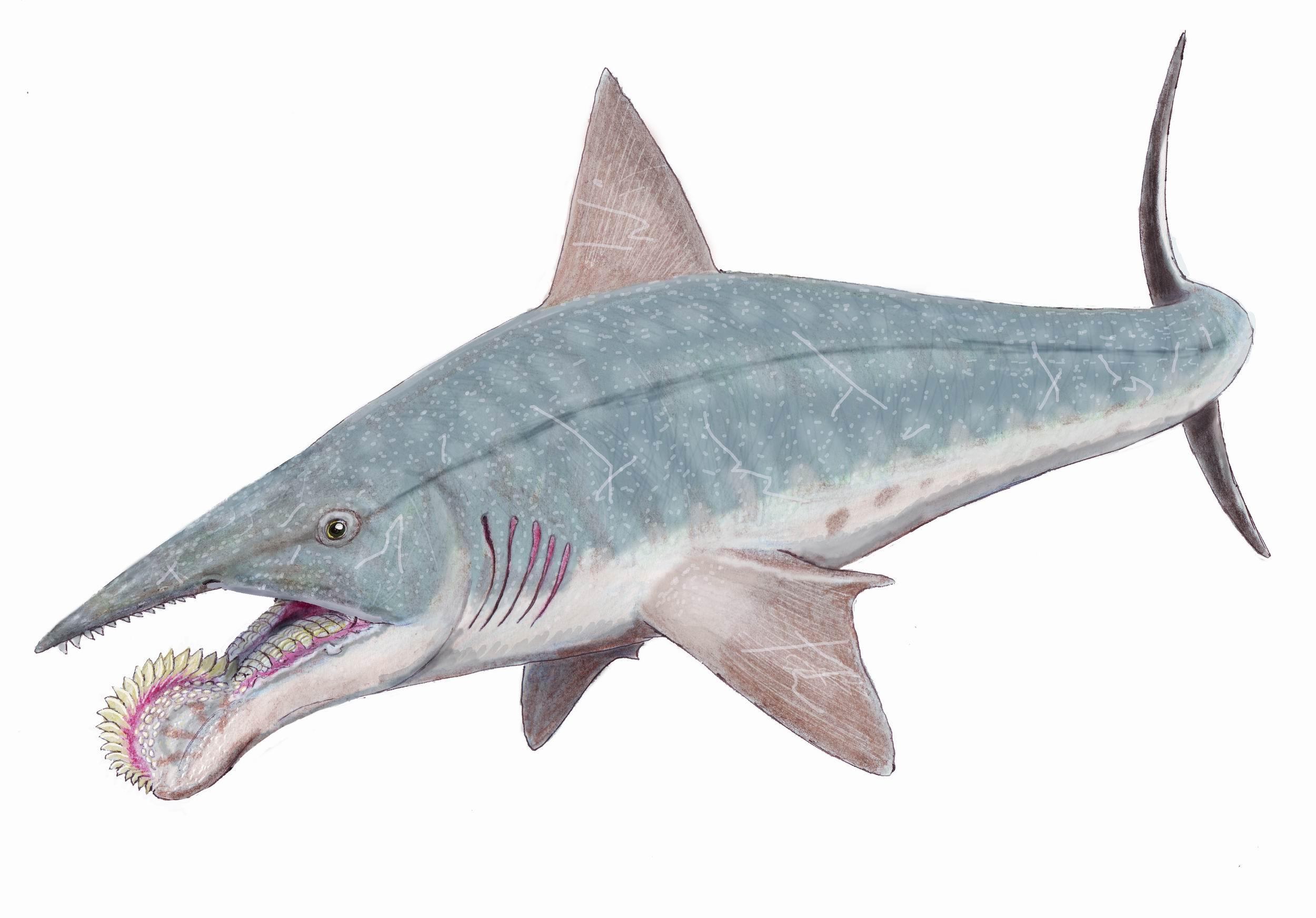
Helicoprion bessonovi, hypothetische Rekonstruktion